# 트레이 맨시니
조지프 앤서니 "트레이" 맨시니(Joseph Anthony "Trey" Mancini, 1992년 3월 18일 ~ )는 미국의 야구 선수로 현재 자유 계약 선수인 1루수, 외야수이자 지명 타자이다.  그는 이전적으로 메이저 리그 베이스볼에서 볼티모어 오리올스, 휴스턴 애스트로스와 시카고 컵스를 위하여 활약하였다.  그의 별명 "Boomer"는 그가 노터데임 대학교에 입학했을 때 원래 레이 맨시니의 "Boom Boom"이 현재의 형태로 바뀐 것이다.  오리올스는 2013년 메이저 리그 베이스볼 드래프트의 8번째 라운드에서 맨시니를 선발하였다.  그는 2016년 오리올스와 자신의 메이저 리그 데뷔를 하였다.
맨시니는 2020년 초순에 대장암과 진단되어 따라서 전체의 짧아진 시즌을 놓쳤다.  자신의 회복에 맨시니는 2021년 야구로 복귀하여 그 후에 아메리칸 리그 올해의 재기 상을 수상하였다.  2022년 그는 자신이 2022년 월드 시리즈를 우승한 애스트로스로 시즌 중간에 이적되었다.

## 아마추어 경력
플로리다주 윈터헤이븐에서 태어나 윈터헤이븐 고등학교에서 수학한 맨시니는 시니어로서 6개의 홈런과 함께 .480 점을 타구하였다.  고등학교 졸업 후에 그는 노터데임 대학교에서 수학하여 노터데임 파이팅 아이리시 팀을 위하여 대학 야구를 활약하고 정치학에서 학위를 취득하였다.  그는 2011년 뉴잉글랜드 대학 야구 리그의 홀리오크 블루삭스와 2012년 케이프코드 야구 리그의 해리치 매리너스를 위하여 하계 대학 야구를 활약하였다.  2013년 노터데임에서 자신의 주니어 해에 그는 57개의 경기들에서 7개의 홈런과 54개의 타점과 함께 .389/.431/.603 점을 일격하였다.

## 프로 경력

### 볼티모어 오리올스

#### 마이너 리그
볼티모어 오리올스는 2013년 메이저 리그 베이스볼 드래프트의 249번째 전체 선발과 함께 8번째 라운드에서 맨시니를 징집하였다.  그는 계약을 맨고 동년에 로우-A 뉴욕 펜 리그의 애버딘 아이언버즈와 자신의 프로 데뷔를 이루었다.  맨시니는 애버딘과 전체의 시즌을 보내면서 68개의 경기에서 3개의 홈런과 35개의 타점과 함께 .328 점을 타구하였다.  그는 싱글-A 사우스 애틀랜틱 리그의 델마바 쇼어버즈와 함께 2014년 시즌을 시작하고 하이-A 캐롤라이나 리그의 프레더릭 키스로 중간 시즌 승진을 받았다.  2개의 팀들 사이에 137개의 경기들에서 맨시니는 10개의 홈런과 83개의 타점과 함께 .284의 타구 평균을 수집하였다.  프레더릭과 2015년 시즌을 시작한 그는 더블-A 이스턴 리그의 보위 베이삭스로 시즌 동안 승진되었다.  136개의 경기들에서 맨시니는 21개의 홈런, 89개의 타점과 43개의 2루타와 함께 .341/.375/.563 점을 일격하였다.
봄 훈련이 있던 동안 볼티모어에서 어떤 시간을 보낸 후, 맨시니는 2016년 시즌을 시작하는 데 보위로 돌아왔다.  그는 조이 터도슬라비치에 의하여 트리플 A에서 막아졌으나 그럼에도 불구하고 터도슬라비치가 분투하면서 4월 노퍽 타이즈로 승진되었다.  노퍽과 시즌의 나머지를 보낸 그는 125개의 경기들에서 13개의 홈런과 함께 .280 점을 타구하였다.

#### 메이저 리그
2016년 9월 18일 오리올스는 9월 소집이 있던 동안 처음으로 맨시니를 메이저 리그로 승진시켰다.  9월 20일 보스턴 레드삭스를 상대로 지명 타자로서 자신의 메이저 리그 데뷔에서 그는 자신의 2번째 타수에서 에두아르도 로드리게스를 상대로 홈런을 쳤다.  그의 부모는 그의 첫 메이저 리그 홈런을 보는 데 관중들 중에 있었다.  그 홈런은 래리 헤이니 (1966년), 닉 마케이키스 (2006년)와 요나탄 스코프 (2013년) 후에 자신들의 첫 메이저 리그 안타를 위하여 홈런을 치는 데 맨시니를 4번째 오리올스 선수로 만들었다.  맨시니는 이틀의 밤 후에 다시 시작하여 데이비드 프라이스에 3번 홈런으로 자신의 두번째 홈런을 쳤다.  그는 자신츼 첫 2개의 출발 경기들에서 홈런을 치는 데 메이저 리그 역사상 20번째 선수가 되었다.  맨시니는 또한 9월 24일 애리조나 다이아몬드백스를 상대로 자신의 첫 솔로 홈런을 친 후, 그들의 첫 3개의 출발 경기들에서 홈런을 치는 데 메이저 리그 역사상 3번째 선수가 되기도 했다.

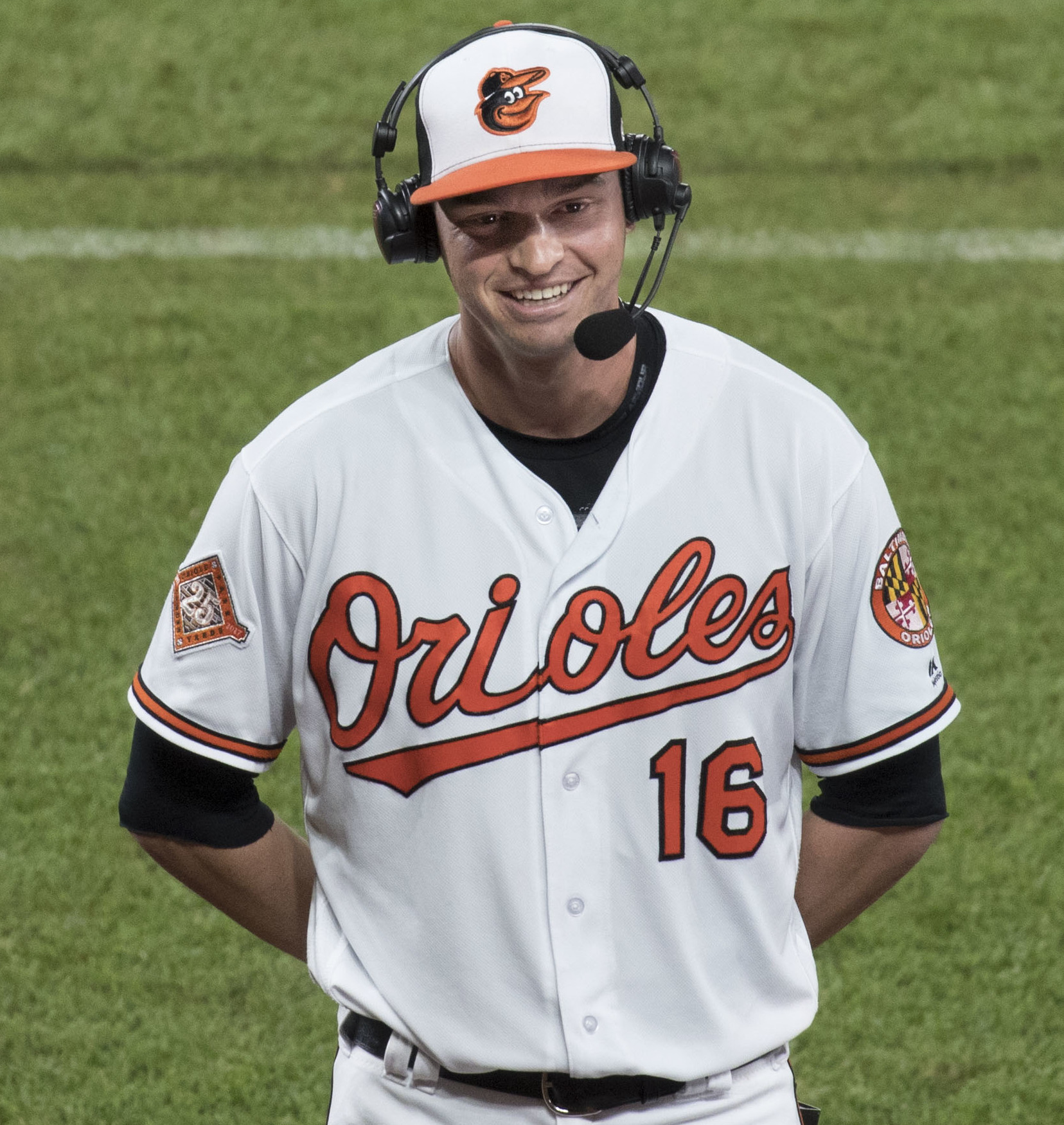
2017년 오리올스와 함께

맨시니는 외야수로 옮겨진 후 오리올스의 2017년 개막전을 이루었다.  4월 16일 맨시니는 4개의 득점을 기록한 동안 자신의 시즌의 두번째 다수 홈런 경기를 기록하였다.  그는 7개와 함께 선수의 첫 12개 경력 경기들을 통하여 가장 많은 홈런으로 트레버 스토리와 디노 로스텔리에 동점을 만들었다.  4월 22일 맨시니는 시즌의 5번째이자 자신의 경력의 8번째 홈런을 쳤다.  그는 선수의 첫 17개 경력 경기들을 통하여 가장 많은 홈런으로 스토리와 카를로스 델가도에 동점을 만들었다.  6월 7일 피츠버그 파이리츠를 상대로 경기에서 맨시니는 9번째 이닝에서 토니 왓슨에 경기의 동점을 매기고 대타 2점의 홈런을 쳤다.  2명이 들어오고 2명이 나가면서 맨시니는 오리올스에게 9 대 6의 승리를 주는 데 웨이드 르블랑에 3점 끝내기 홈런을 쳤다.  퍼폼 그룹에 의항면 맨시니는 9번째 이닝 혹은 그 후에 대타 홈런을 치고 같은 경기에서 또다른 홈런을 치는 데 첫 오리올스 선수가 되었다.  그는 또한 1987년 5월 28일 마이크 영에 이어 9번째 이닝 혹은 그 후에 경기의 동점을 매긴 홈런을 치고 같은 경기에서 끝내기 홈런을 치는 데 여태까지 두번째 오리올스 선수가 되기도 했다.  그는 또한 9번째 이닝과 같은 경기에 추가 기능에서 홈런을 치는 데 단 3명의 오리올스 선수로서 부그 파월 (1966년)과 에디 머리 (1980년)에 가입하였다.  맨시니는 자신의 신인 캠페인이 있던 동안 147개의 경기들에서 .826의 OPS, 120의 OPS 플러스, 24개의 홈런과 78개의 타점과 함께 .293/.338/.488 점을 타구하면서 시즌을 끝냈다.  그는 아메리칸 리그 올해의 신인 선수 투표를 위하여 3위를 하는 자신의 길에 159개의 안타를 수집하기도 했다.
맨시니는 2018년에 활약한 156개의 경기들을 51개를 위하여 선두 타자로 나섰다.  그는 24개의 홈런과 58개의 타점과 함께 .242 점을 타구하며 시즌을 끝냈다.  맨시니는 4월 후순에 가장 공격적인 범주에서 오리올스를 이끌고 있었다.  그는 2019년 최소한 35개의 2루타, 34개의 홈런과 100개의 득점과 함께 알렉스 브레그먼과 앤서니 렌던과 더불어 3명의 메이저 리그 베이스볼 선수들 중의 하나이다.  그해 9월 24일 로저스 센터에서 토론토 블루제이스에 11 대 4의 우승에서 5개의 안타와 함께 경력 사상 기록을 세웠다.  그는 35개의 홈런과 97개의 타점과 함께 .291 점을 치면서 시즌을 끝냈다.  맨시니는 지방 매체의 일원들에 의하여 루이스 M. 해터 최우수 오리올 상이 수여되었다.
2020년 3월 7일 맨시니는 야구 외의 의료 시술을 받는 데 봄 훈련 동안 오리올스를 떠났다.  3월 12일 시술이 그의 큰창자로부터 암의 제거였다는 것이 밝혀졌다.  4월 28일 맨시니는 자신이 3단계 대장암에 걸린 것을 드러내고 자신의 암을 치료하는 데 화학요법을 시작하였다.  6월 28일 맨시니는 60일간 장애자 명단에 놓였고 3단계 대장암 치료로부터 회복의 이유로 2020년의 전체 시즌을 놓쳤다.  그는 그해 11월 화학요법을 완료하였다.
11월 맨시니는 자신이 암이 암치되었던 것을 공고하고 2021년 오리올스를 위하여 활약하는 데 계획을 세웠다.  그는 봄 훈련의 시작에 오리올스로 돌아와 파이리츠를 상대로 팀의 시즌 전의 첫 경기에 나왔다.  맨시니는 볼티모어에서 시즌의 자신의 첫 타수에 대비하여 오리올스에 의하여 기립 박수를 받았다.  그는 147개의 경기들에서 21개의 홈런과 71개의 타점과 함께 .255/.326/.432 점을 타구하면서 시즌을 끝냈다.  2021년 11월 22일 맨시니는 아메리칸 리그 올해의 재기 상이 수여되었다.
2022년 7월 28일 맨시니는 일상적인 희생 플라이로 시작한 것으로 보인 본루에 주자가 있으면서 인사이드더파크 홈런을 쳤다.  하지만 공은 탬파베이 레이스의 우익수 조시 로우가 오후의 햇살 속에 그것을 잃었을 때 그의 뺨에서 빗나가 득점하는 데 맨시니를 허용하였다.  그것은 2020년 같은 날에 사망한 오리올스의 최고 스포츠 팬 모 가바의 파크 기념으로 인하여 오리올스를 위하여 가장 추억적인 타수였다.  맨시니는 자신이 득점할 수 있었던 구름 속에서 놀고 있었다는 소감을 남겼다.

### 휴스턴 애스트로스
2022년 8월 1일 오리올스가 레이스로부터 세스 존슨과 애스트로스로부터 체이스 맥더모트를, 레이스가 애스트로스로부터 호세 시리를, 그리고 애스트로스도 또한 레이스로부터 제이든 머리를 취득한 것에 3개의 팀 이적에서 팀은 맨시니를 휴스턴 애스트로스로 이적시켰다.  8월 3일 맨시니는 보스턴 레드삭스를 상대로 6 대 1의 우승으로 이끄는 도움을 주는 데 애스트로스 선수로서 자신의 첫 안타를 위하여 홈런을 쳤다.  8월 5일 맨시니는 2개의 홈런, 5개의 타점의 날의 일부로서 클리블랜드 가디언스의 헌터 개디스에 자신의 첫 경력 그랜드슬램을 쳤다.  8월 18일 팀의 역사상 두번째로 높은 득점 출력과 가장 많은 안타를 위하여 동점을 매긴 25개의 안타를 포함했던 시카고 화이트삭스에 21 대 5의 우승으로 향한 길에 홈런을 쳤다.  맨시니가 그의 경력에서 처음으로 디비전 타이틀 우승자로 만든 아메리칸 리그 서부 타이틀을 거머쥐는 데 9월 19일 애스트로스는 레이스를 4 대 0으로 꺾었다.
2022년 2개의 팀들 사이에 맨시니는 18개의 홈런과 63개의 타점과 함께 519개의 타수에서 .239/.319/.391 점을 타구하였다.  그는 지명 타자에서 71개, 1루수에서 39개, 좌익수에서 20개 그리고 우익수에서 11개의 경기들 사이에 시간을 나누었다.
2022년 월드 시리즈의 5번째 경기에서 맨시니는 7번째 이닝에서 부상을 당한 율리에스키 구리엘을 대신하여 공격적으로 대타로 들어서 10월 5일 이래 그의 첫 수비였다.  그는 8번째 이닝에서 게임을 구하는 화략을 만드려고 하여 애스트로스를 위기에서 벗어나 그들의 3 대 2의 선두를 보존하는 데 카일 슈워버에 의한 강한 공을 잡아냈다.  애스트로스는 맨시니에게 그의 첫 경력 월드 시리즈 타이틀을 주는 데 최대 7경기에서 그들의 4번째 우승을 위하여 이어진 경기에서 필라델피아 필리스를 꺾었다.
애스트로스는 2023년을 위하여 맨시니의 선택을 거절하여 그를 자유 계약 선수로 만들었다.

### 시카고 컵스
2023년 1월 20일 맨시니는 시카고 컵스와 함께 2년, 1천 4백만 달러의 계약을 맺었다.  계약을 맺기 전에 그는 2023년 월드 베이스볼 클래식에서 이탈리아 야구 국가대표팀을 위하여 활약하는 데 동의하였다.  하지만 계약을 맺은 후, 그는 월드 베이스볼 클래식으로부터 물러났다.  맨시니는 8월 1일 지명 할당되기 전에 컵스를 위하여 79개의 경기들에서 4개의 홈런과 28개의 타점과 함께 .234 점을 타구하였다.  그는 다음날 공식적으로 방출되었다.

### 신시내티 레즈
2023년 8월 23일 맨시니는 신시내티 레즈와 마이너 리그 계약을 맺었다.  그는 8월 30일 자신이 방출되기 전에 트리플-A 루이빌 매츠와 함께 5개의 경기들에서 2개의 홈런과 함께 .316 점을 쳤다.

### 마이애미 말린스
2024년 1월 24일 맨시니는 마이애미 말린스 조직과 함께 마이너 리그 계약을 맺었다.  3월 23일 그는 자신의 계약을 거부하고 자유 계약 선수가 되었다.

### 애리조나 다이아몬드백스
2025년 2월 7일 맨시니는 애리조나 다이아몬드백스와 함께 마이너 리그 계약을 맺었다.  트리플-A 리노 에이시스를 위하여 74개의 출연에서 그는 16개의 홈런, 62개의 타점과 2개의 도루와 함께 .308/.373/.522 점을 타구하였다.  맨시니는 자신의 계약에서 옵트 아웃 조항을 발동하여 7월 1일에 방출되었다.

## 개인 생활
맨시니는 이탈리아와 아일랜드 계통이다.  맨시니의 증조부 안토니오 맨시니는 1922년 코네티컷주 뉴헤이븐에서 후추, 양파와 핫소스를 유통하는 통조림 공장 맨시니 푸즈를 창립하였다.  맨시니의 삼촌 릭 맨시니는 이제 그 플로리다주에 기지를 둔 회사를 운영한다.